# Iedoma (raïon de Pinega)
Iedoma (en russe : Едома) est un hameau russe de la municipalité de Kevrola du raïon de Pinega dans l'oblast d'Arkhangelsk. Sa population s'élevait à 6 habitants au recensement de 2021.

## Géographie
Iedoma est située dans l'est de l'oblast d'Arkhangelsk, un sujet du district fédéral du Nord-Ouest, en Russie européenne. Elle appartiennt à l'établissement rural de Kevrola, dont le chef-lieu est Kevrola, dans le raïon de Pinega, un des raïons de l'oblast, dont le centre administratif est Karpogory.
Iedoma, comme tout l'oblast d'Arkhangelsk, est située dans le fuseau horaire MSK (heure de Moscou). Le décalage horaire appliqué par rapport au temps universel coordonné est +03:00.

## Histoire
Autrefois, un village, Tchoukhtchenem, se trouvait au fond d'un ravin, tandis que le pogost de Tchoukhtchenem se trouvait sur une colline. Mais comme le village était constamment inondé, un nouveau village fut fondé en hauteur à côté du pogost, donnant naissant à Iedoma. 

## Démographie
Recensements (*) ou estimations de la population,,,,:
| 2002* | 2010* | 2012 | 2021* |
| ----- | ----- | ---- | ----- |
| 13    | 6     | 5    | 6     |

## Culture locale et patrimoine
Le hameau possède l'église Saint-Nicolas avec son clocher, une église d'architecture en bois russe typique du Nord russe, construite en 1698 et consacrée en 1700. Cette église fut construite sur le site d'une ancienne du 
, démantelée en raison de son délabrement en 1668. L'église possède une tente sur des tonneaux cruciformes, seulement présent dans la région du Mezen et de la Pinega. Réparé et lambrissé en 1891, l'édifice fut fermé dans les années 1930, et une partie du pogost fut démonté à la fin des années 1980 pour être transporté à Malié Korely, mais le déplacement n'eut jamais lieu. L'édifice est classé comme objet patrimonial culturel de Russie d'importance fédérale sous le no 291711168220006 depuis 1960.